# Змішаний тривожний та депресивний розлад
Змішаний тривожний та депресивний розлад або тривожно-депресивний розлад, тривожна депресія — розлад невротичного спектру, що поєднанує симптоми як тривоги, так і депресії, при цьому жоден із цих симптомів не є достатньо вираженим для встановлення самостійного діагнозу тривожного розладу або депресії.

## Епідеміологія
Суміш тривоги та депресії — доволі частий феномен. Серед хворих, які звертаються для отримання амбулаторної психіатричної допомоги, в 19,2 % виявляють один із ізольованих тривожних розладів, у 10,3 % — діагностується депресивний розлад,  в 42,3 % — змішаний тривожно-депресивний розлад, у 28,2 % — коморбідні тривожний розлад і депресія.

## Діагностика
1. Постійна або періодична дисфорія, зниження настрою з супутньою тривогою тривалістю до 1 місяця і довше;
2. Тривожно-депресивний настрій упродовж понад 1 місяця, що супроводжується хоча би 4 симптомами з наведених:

- Порушення концентрації уваги чи відчуття "порожньої голови" і сповільненості плину думок;
- Порушення сну (неможливість заснути увечері, часті прокидання серед ночі, дуже ранні пробудження);
- Постійна надмірна втома, зниження енергійності і працездатності (посилене надмірне бажання пасивного відпочинку, небажання рухатись);
- Порушення апетиту (відсутність з наступним зменшенням маси тіла або підвищення з наступним збільшенням маси тіла, коливання ваги)
- Відчуття змін у загальному стані здоров'я (посилена пітливість, посилене серцебиття, часте сечовипускання, сухість у роті, підвищення частоти дихання, розлади травлення);
- Неможливість розслабитись, часті занепокоєння з різних причин, навіть дріб'язкових;
- Підвищена емоційність, лабільність психіки, плаксивість;
- Відчуття настороженості, напруженості, загрози, поява сильних страху або тривоги, нападів паніки, тривожних нав'язливих думок;
- Відчуття безнадії, зневіра у майбутнє;
- Зниження самооцінки;
- Ідеї самозвинувачення, самоприниження;
- Думки про власну смерть, бажання завершити життя (суїцидальні думки, у важчих випадках — планування та іноді завершені спроби);
- Бажання завдати собі шкоди (гризіння нігтів, виривання волосся, самопошкодження у вигляді нанесення на тіло порізів, подряпин);
- Втеча від болісних психологічних симптомів (зловживання тютюном, алкоголем, наркотиками).

3. Перелічені симптоми не повинні бути наслідком вживання психоактивних чи наркотичних речовин та проявами фізичних захворювань.
4. Стан хворого(-ї) не повинен відповідати діагностичним критеріям депресивного розладу, панічного розладу, генералізованого тривожного розладу або інших тривожних розладів, афективних розладів чи іншого психічного розладу.
5. Перелічені симптоми викликають значний вплив на життя людини, що проявляється у соціальній та трудовій дезадаптації.

### Особливості встановлення діагнозу
Діагноз змішаного тривожного і депресивного розладу встановлюється, коли присутні симптоми як тривоги, так і депресії, але ні ті, ні інші окремо не є чітко домінуючими або вираженими настільки, щоб виправдати діагноз. Якщо є важка тривога з меншим ступенем депресії, використовують одну з інших категорій для тривожних або фобічних розладів. Коли одночасно наявні депресивні й тривожні симптоми, і вони достатньо виражені для роздільної діагностики, тоді повинні бути встановлені обидва діагнози, а дана категорія не повинна використовуватися. Якщо з практичних міркувань можна встановити тільки один діагноз, депресії віддають перевагу.
Якщо симптоми, що відповідають критеріям цього розладу, виникають у тісному зв'язку зі стресовими подіями життя, тоді слід використовувати категорію «Розлади адаптації» (F43.2).
При тривалому хронічному перебігу хвороби, яка складно піддається лікуванню та рецидивує, оцінюють анамнез хвороби та життя хворого, його вік. Може бути доцільно розглянути категорії розладу особистості або (F90-F98). 

## Лікування
Найбільш ефективним та доказовим методом лікування тривожно-депресивного розладу є когнітивно-поведінкова психотерапія. Можуть бути використані також інші методи психотерапії з дещо меншою ефективністю, як-от гештальт терапія, психодинамічна короткотривала терапія, сімейна терапія, психодрама. Психотерапія може бути єдиним варіантом лікування цього розладу, або може проводитись сумісно з використанням психофармакологічного лікування.
Також лікування може проводитись лише фармакологічними методами. Засобами першого вибору для лікуваня є антидепресанти з груп СІЗЗС, СІЗЗС та Н: сертралін, есциталопрам, циталопрам, пароксетин, флуоксетин, дулоксетин, венлафаксин, десвенлафаксин. Можливе застосування трициклічних антидепресантів або антидепресантів різних хімічних груп: амітриптилін, міансерин, міртазапін, доксепін, іміпрамін, тразодон. Терапія антидепресантами може загострювати симптоми захворювання на початку лікування, особливо тривожного компоненту, тому часто вдаються до супутнього короткотривалого використання похідних бензодіазепіну: гідазепам, феназепам не довше 2-3 тижнів через ризики толерантності та залежності, або використовують інші протитривожні засоби: прегабалін, гідроксизин, мебікар. Буває доцільним супутнє призначення стабілізаторів настрою (нормотиміків): карбамазепін, вальпроєва кислота та вальпроат натрію, ламотриджин, є дані про обмежене ефективне використання топірамату. При розладах сну використовують: зопіклон, залеплон, левана, препарати мелатоніну, низькі дози кветіапіну. Лікарями також можуть призначатись нейролептичні засоби: флупентиксол, сульпірид, хлорпротиксен, тіоридазин. Проте використовують нейролептики при тривожних розладах обмежено.

## Прогноз
Прогноз захворювання сприятливий. При отриманні якісної психотерапевтичної допомоги та вдало підібраних ліків настає повне одужання.
За відсутності лікування симптоматика захворювання може загострюватись, переходити в хронічну форму, зростає ризик суїциду.